# Sans la miséricorde du Christ
Sans la miséricorde du Christ est un roman d'Hector Bianciotti publié le 14 novembre 1985 aux éditions Gallimard et ayant reçu la même année le prix Femina.

## Éditions
- Éditions Gallimard, coll. « Beaux Papiers », 1985,  (ISBN 2070188566).
- Éditions Gallimard, coll. « Folio » no 1847, 1987,  (ISBN 2070378470).